# 勞倫斯·阿爾瑪-塔德瑪
勞倫斯·阿爾瑪-塔德瑪爵士，OM（英語：Sir Lawrence Alma-Tadema，1836年1月8日—1912年6月25日）是英國维多利亚时代的知名畫家，他的作品以豪華描繪古代世界（中世紀前）而聞名。

## 早年生涯
阿爾瑪-塔德瑪生於荷蘭的德龍賴普（Dronrijp），他的父親彼得·塔德瑪（Pieter Tadema）是一名公證人，在他4歲時便去世了。阿爾瑪是他教父的名字，他的生母是他父親的第二名妻子，家庭人口相當眾多。家裡原準備讓他繼承父業，但他表現出了對藝術的強烈偏好，因此將他送至安特卫普，在1852年進入了那裡的藝術學院，並在亨德里克·莱斯（Hendrik Leys）的畫室學習。在1859年他協助利思完成了安特衛普一間旅館的壁畫。1860年他也替自己畫了一幅自畫像。

## 早期作品
他第一幅成功的作品是《克洛維的子女的教育》（1861），在安特衛普被展出。隔年他在阿姆斯特丹取得了第一枚黃金勳章。《克洛維的兒子的幼年教育》描繪死去的法國國王克洛維一世（Clovis I, 466-511）的三名兒子在母親監督下練習擲斧，準備替父親報仇。這是他以墨洛溫王朝為主題所繪的一系列畫作之一，當中最好的一幅是1878年的Fredegonda（在1880年展出），描繪被希爾佩里克一世（Chilperic I, 539-584）拋棄的妻子Audovera悲傷的看著希爾佩里克一世與新的情人Galeswintha結婚。在這一系列畫作中顯現出他對這些浪漫故事的強烈感觸。當中最激情的一幅畫是Fredegonda at the Death-bed of Praetextatus，描繪與希爾佩里克一世結婚不久的Galeswintha又遭拋棄，被新王后所派遣的幾名主教們刺死，在床上垂死前還不斷詛咒著的景象。

## 古代世界的繪畫
另一系列特別的畫作是以重現古代埃及生活為題材，這一系列的第一幅作品是1863年的Egyptians 3000 Years Ago，另一幅極具感傷力的作品是1873年的The Death of the Firstborn。這一系列知名的畫作還包括An Egyptian at his Doorway（1865）、The Mummy（1867）、The Chamberlain of Sesostris（1869）、A Widow（1873）、和《法老粮仓的检察官约瑟夫》（1874）。阿爾瑪-塔德瑪花費極大心思研究並繪製這些以埃及生活為主題的場景，他熱烈的藝術慾望開始朝向古希臘和古羅馬的生活，尤其是以古羅馬為主。他早期以古代為題材的知名畫作是Tarquinius Superbus（1867）、Phidias and the Elgin Marbles（1868）、The Pyrrhic Dance（1868）和The Wine Shop（1869）。The Pyrrhic Dance是其中較簡單的一幅畫，但因為描繪了兩人擊劍的動作而相當特殊。The Wine Shop是他許多以歷史為題材的畫作之一，但由於畫中帶有幽默性而相當獨特。
1863年阿爾瑪-塔德瑪與一名法國女士Marie-Pauline Gressin de Boisgirard結婚（她也是1866-1868年間所繪的In The Peristyle的模特兒），替他生下兩名女兒，並一起住在布魯塞爾直到她於1869年去世。兩名女兒，劳伦斯和安娜後來都相當知名—前者成為文學家、後者則是藝術家。1869年他將兩幅畫作：Un Amateur romain和Une Danse pyrrhique寄往英國的皇家藝術學院，並在1870年遷往倫敦。這時他除了在荷蘭和比利時取得的榮譽外，他也在巴黎的沙龍畫展和藝術博覽會中取得許多獎章。1871年他與一名英國女士Laura Epps結婚，她也是一名知名的藝術家，兩人結婚她也多次擔任模特兒出現在阿爾瑪-塔德瑪的畫中（1887年的The Women of Amphissa是最顯著的例子）。在遷至英國後，阿爾瑪-塔德瑪繼續畫出許多成功的作品，這段期間的重要作品包括The Vintage Festival（1870）、The Picture Gallery and The Sculpture Gallery（1875）、An Audience at Agrippa's（1876）、《四季》（1877）、《萨福与阿尔卡埃乌斯》（1881）、The Way to the Temple（1883）、《哈德良在不列颠》（1884）、《阅读荷马》（1885）、The Apodyterium（1886）、The Woman of Amphissa（1887）。他最知名的作品還包括《埃拉伽巴路斯的玫瑰》（1888）以惡名昭彰的羅馬皇帝埃拉伽巴路斯為題材、An Earthly Paradise（1891）、《春》（1894）、《发现摩西》（1904）。其他的作品大多是一些畫布較小但非常精緻的畫作，如Gold-fish（1900）。
在他的這些作品中，他藉由花朵、質地和強烈的反射物質如金屬、陶器、尤其是大理石等物質，將古代生活的場景融入當代的感覺，在畫中賦予溫和的情緒及幽默以取悅觀看者。他也畫了許多優秀的肖像畫。阿爾瑪-塔德瑪在1873年入籍英國公民，並在維多利亞女王的81歲生日慶典上被封為爵士。他在1876年成為皇家藝術學院的準會員，並在1879年擢升為學士。
他對大理石的逼真描繪使他獲得了「大理石畫家」的綽號。阿爾瑪-塔德瑪是一名強壯、幽默和有點肥胖的紳士，他也相當喜愛飲酒、女人、和參加派對。
阿爾瑪-塔德瑪留下了大量的畫作和一間由大理石覆蓋的大型畫室給他的兩名女兒。由於現代藝術的崛起，他的作品在20世紀的大部分年代裡被鄙視為墮落頹廢的藝術而完全遭忽略。直到20世紀末開始他的作品才又受到重視。

### 古埃及和圣经

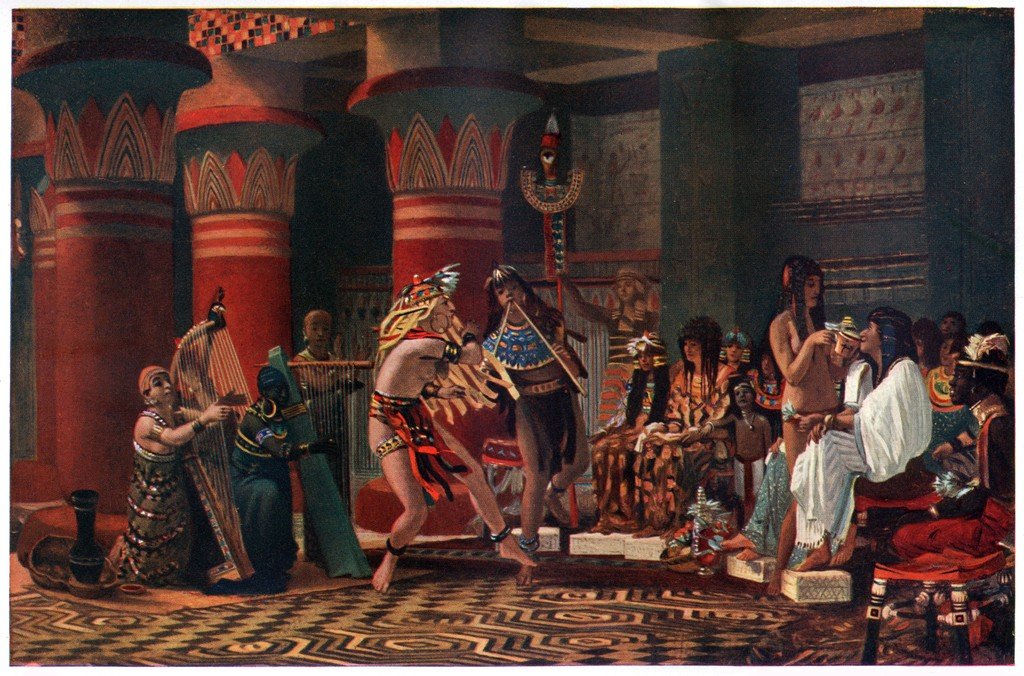
古埃及过往
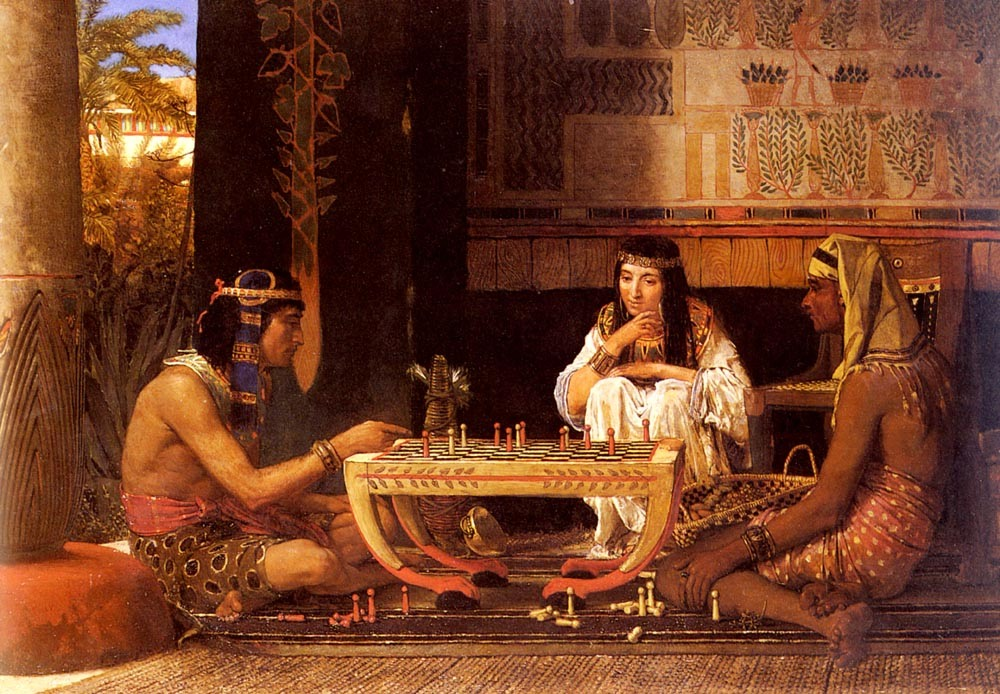
埃及象棋手
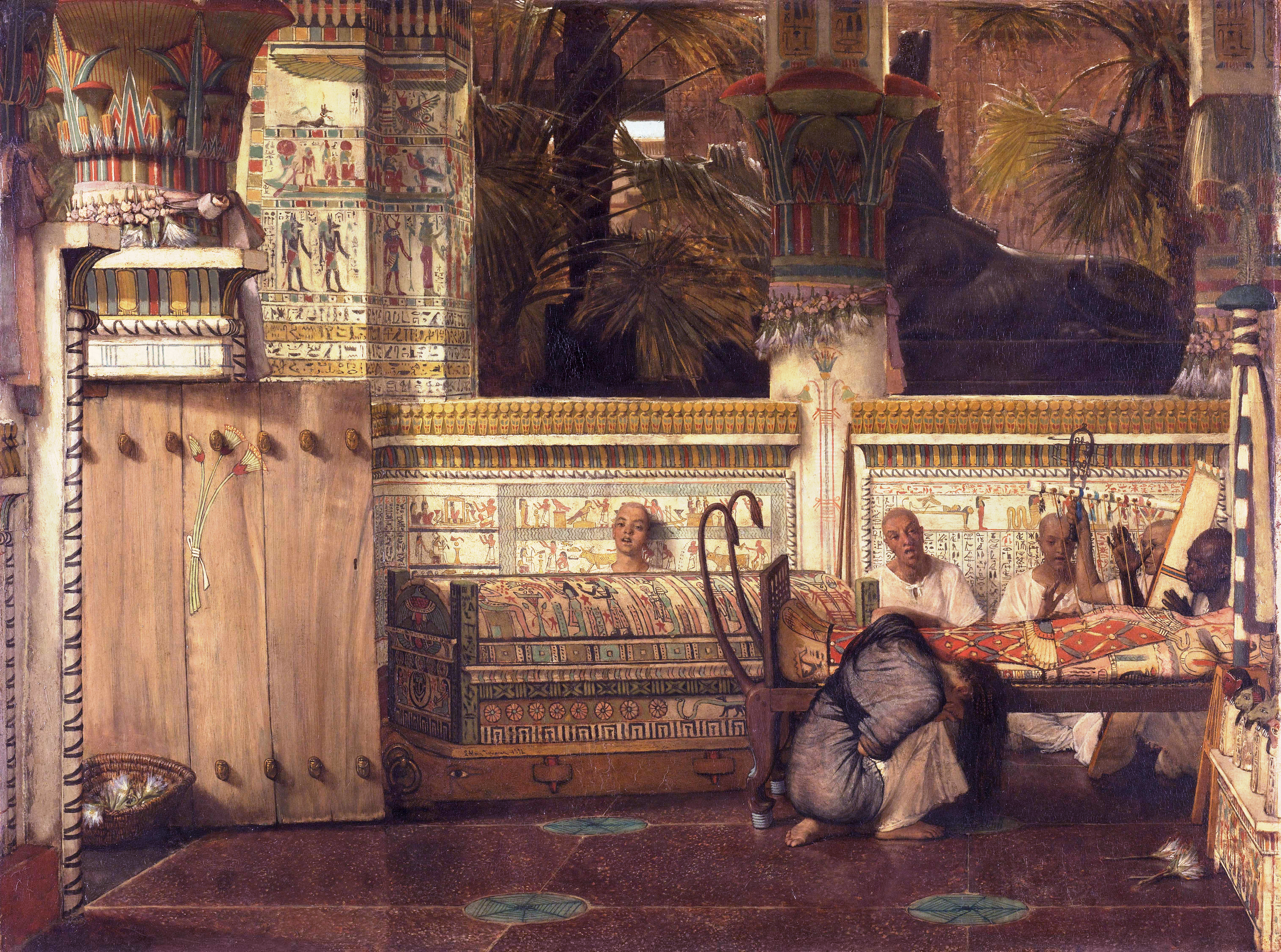
埃及寡妇
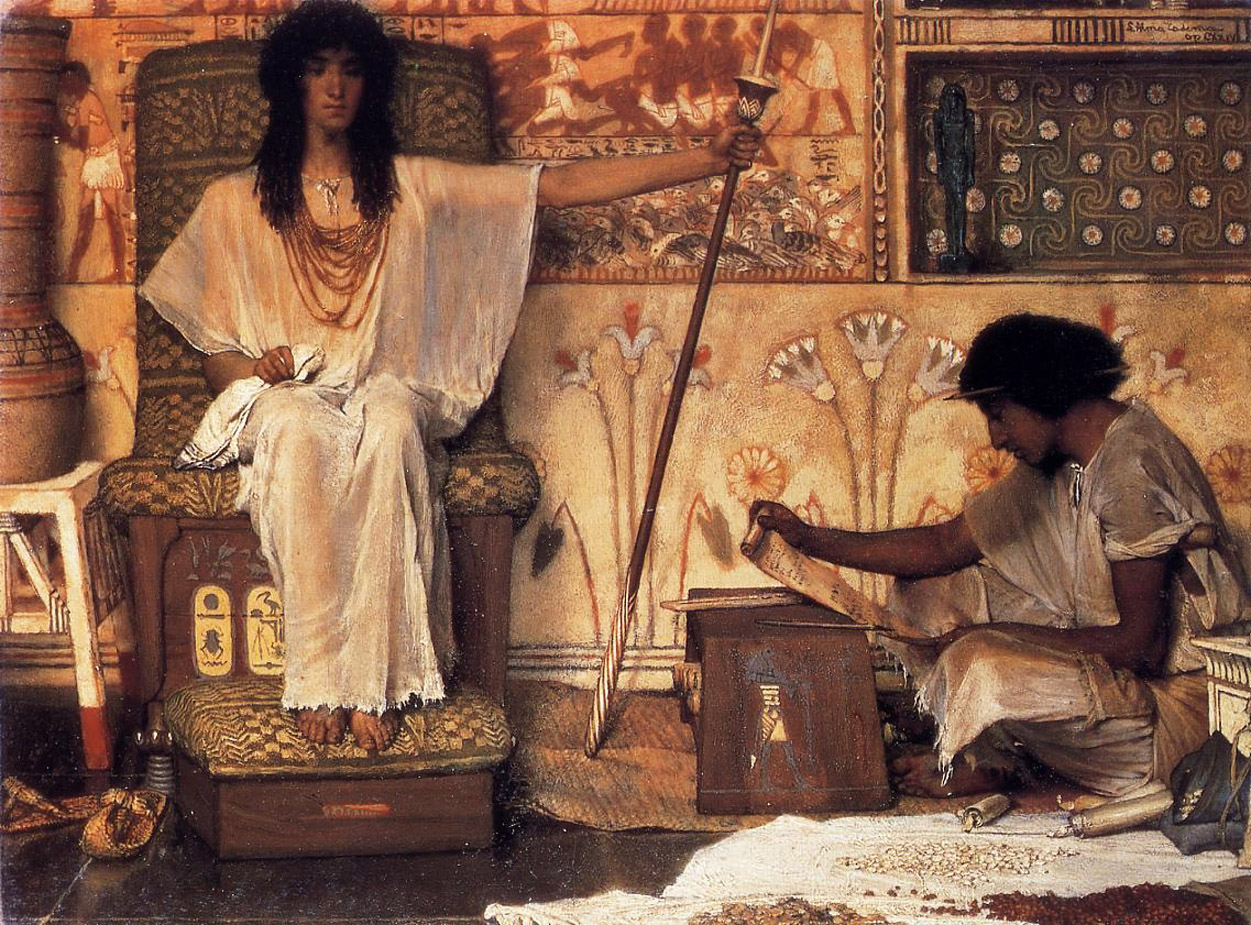
法老粮仓的检察官约瑟夫
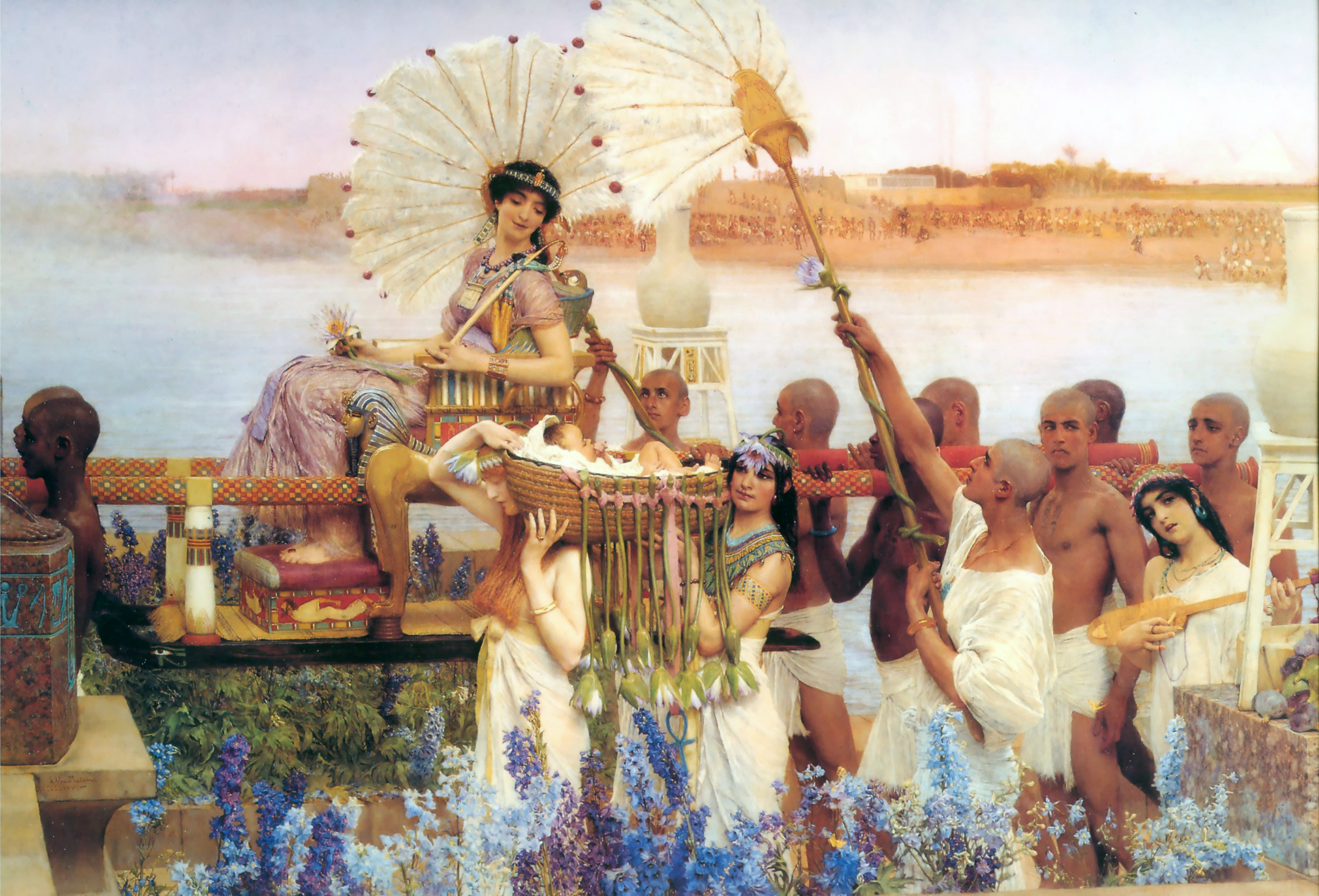
发现摩西
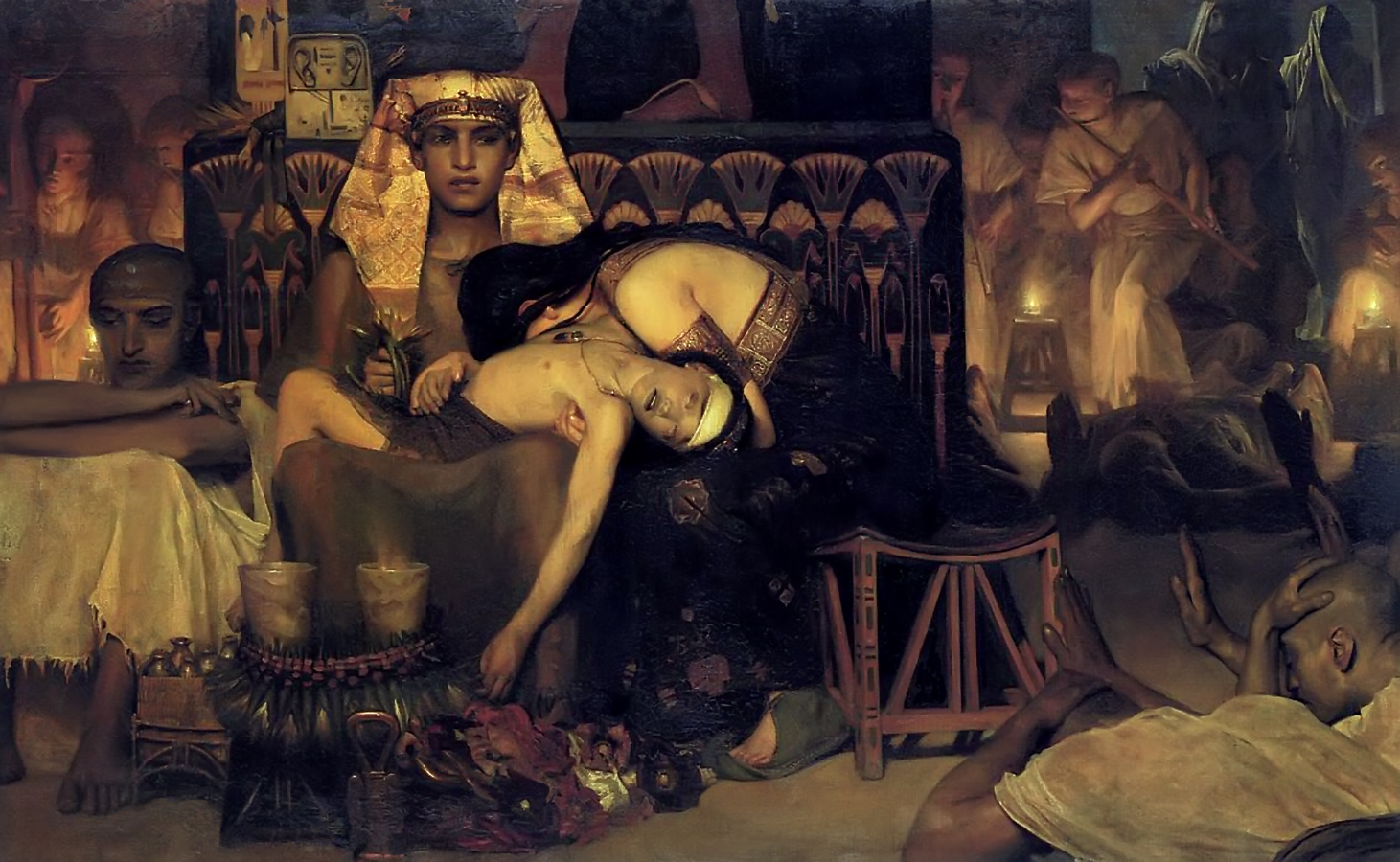
法老第一个孩子的夭折
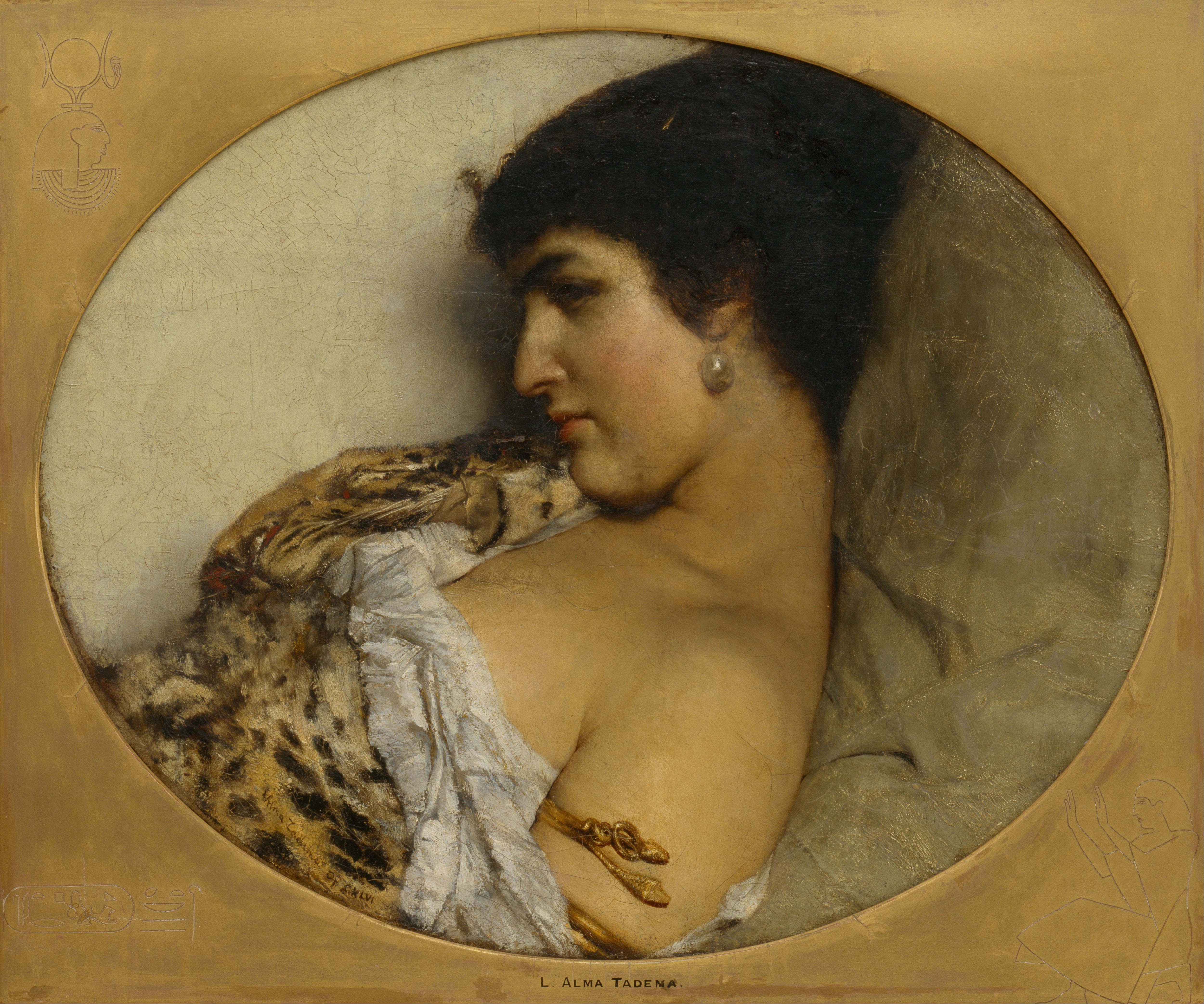
克娄巴特拉七世

### 古希腊

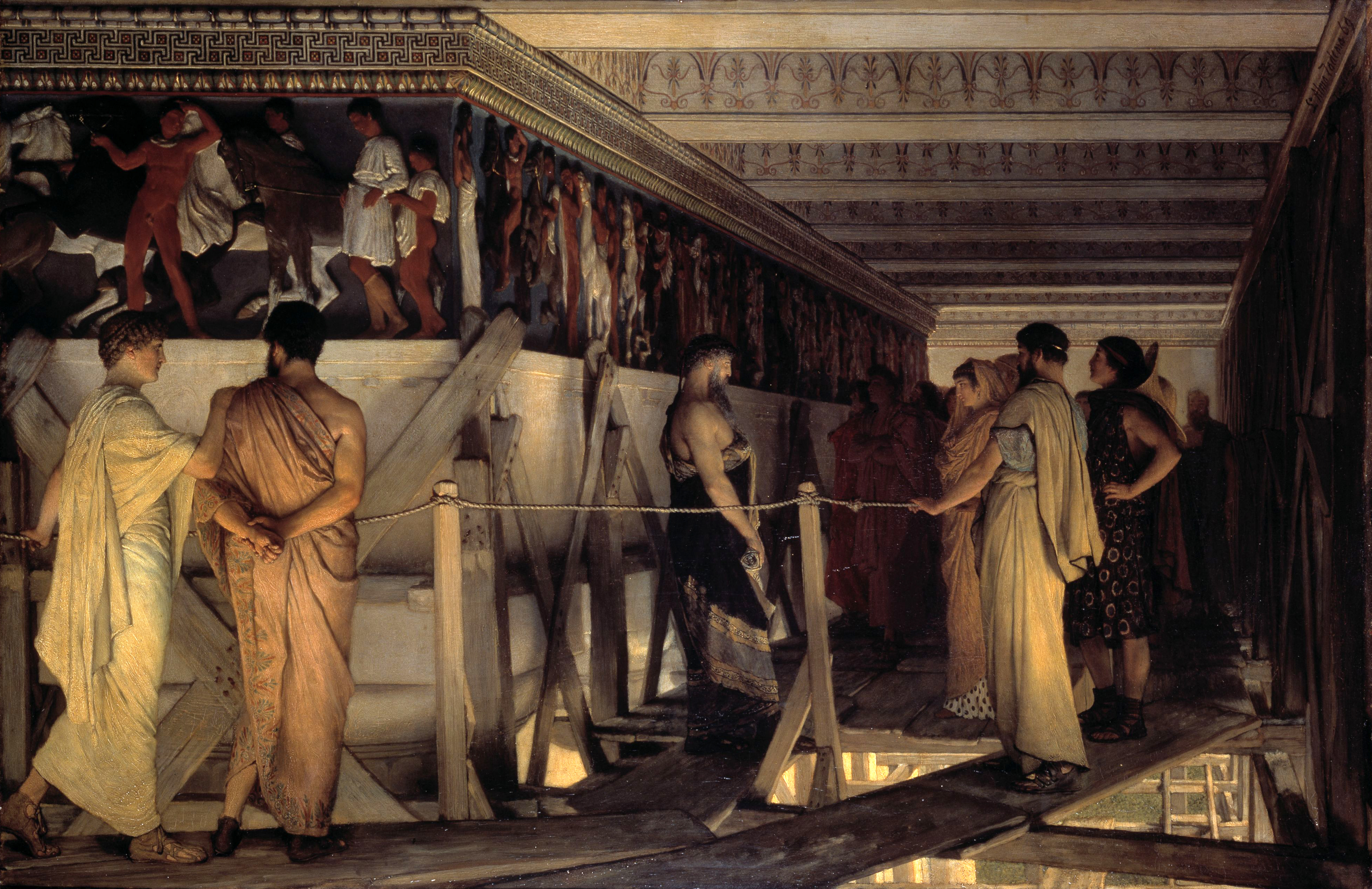
菲迪亞斯向他的朋友們展示帕台農神廟的飾帶
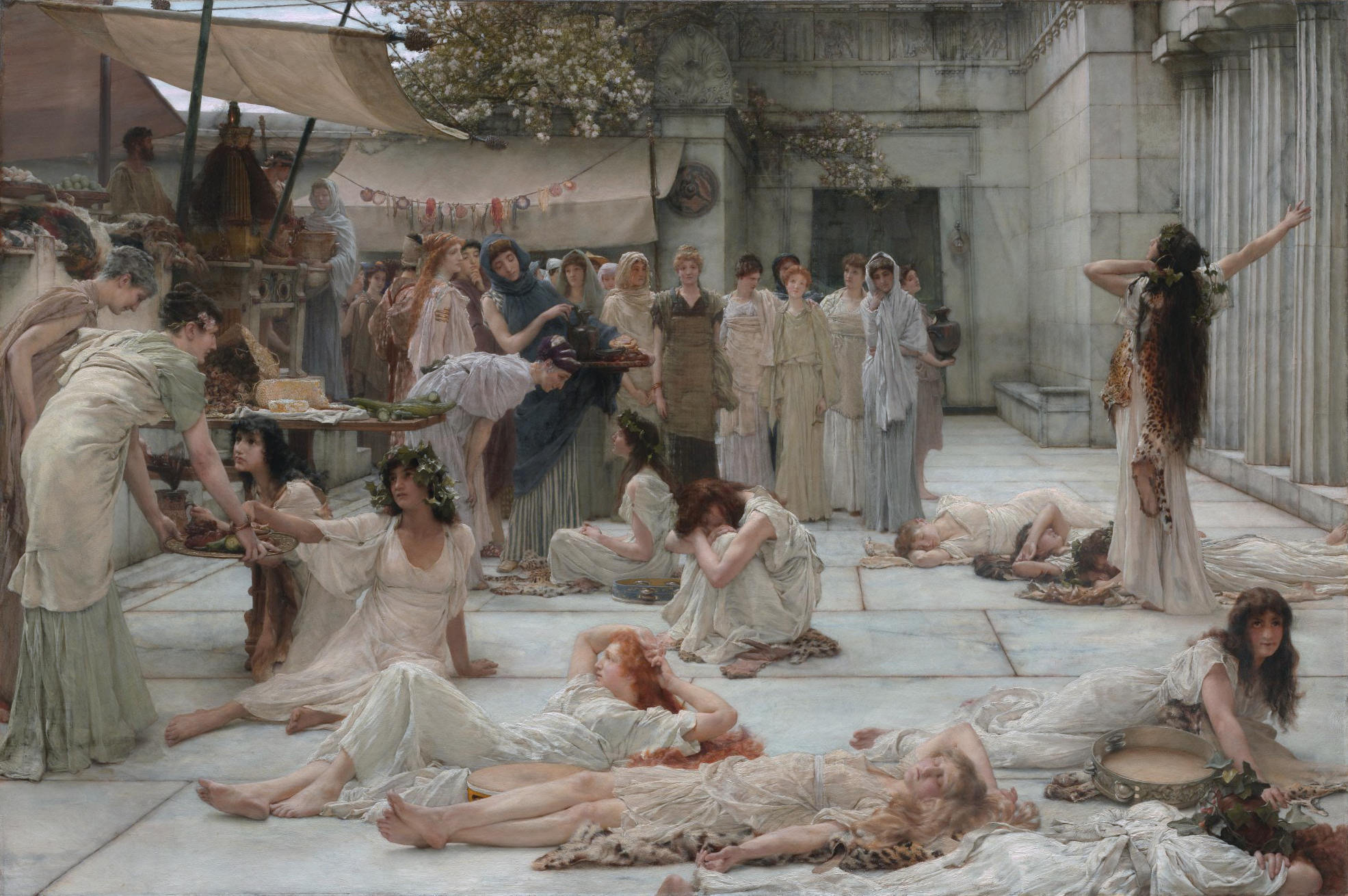
安菲薩的婦女
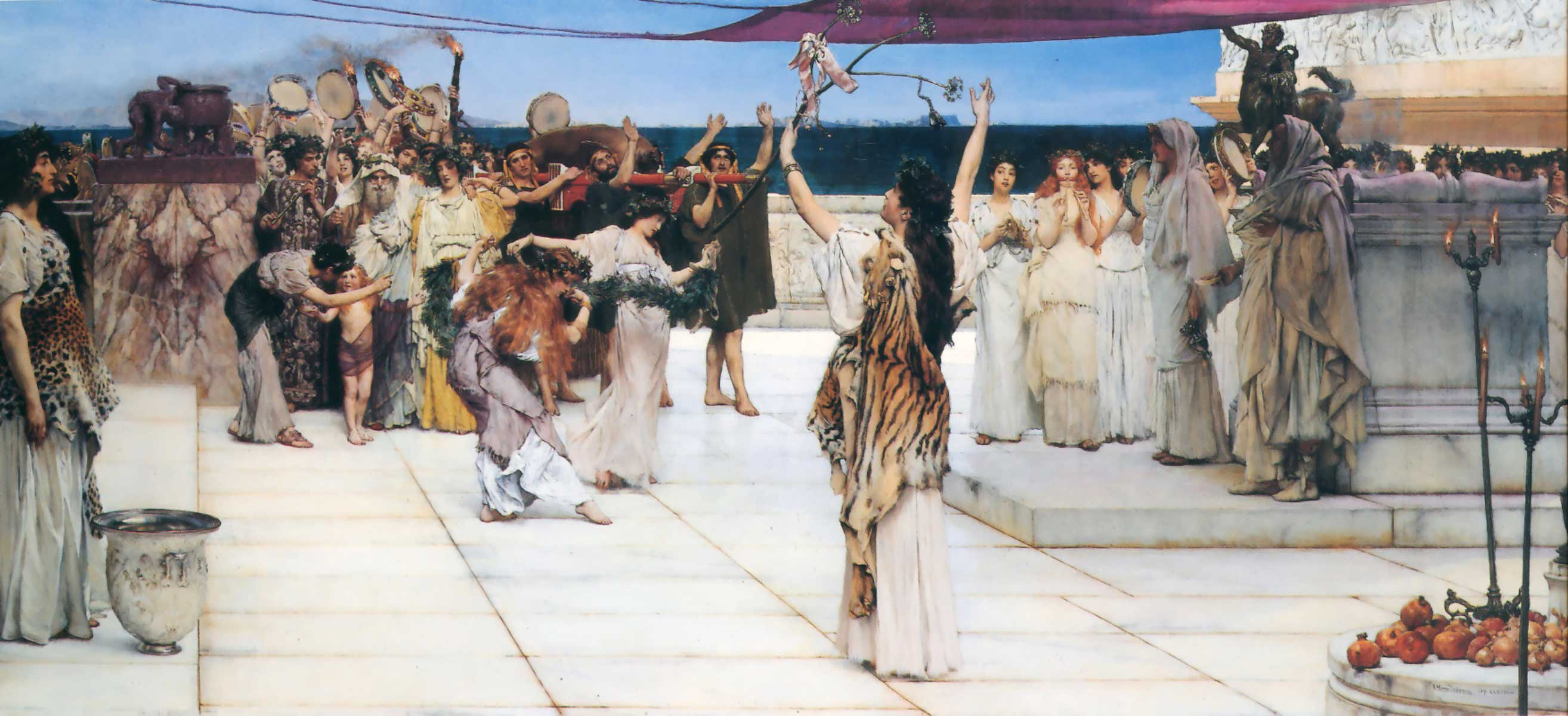
獻給酒神巴克斯
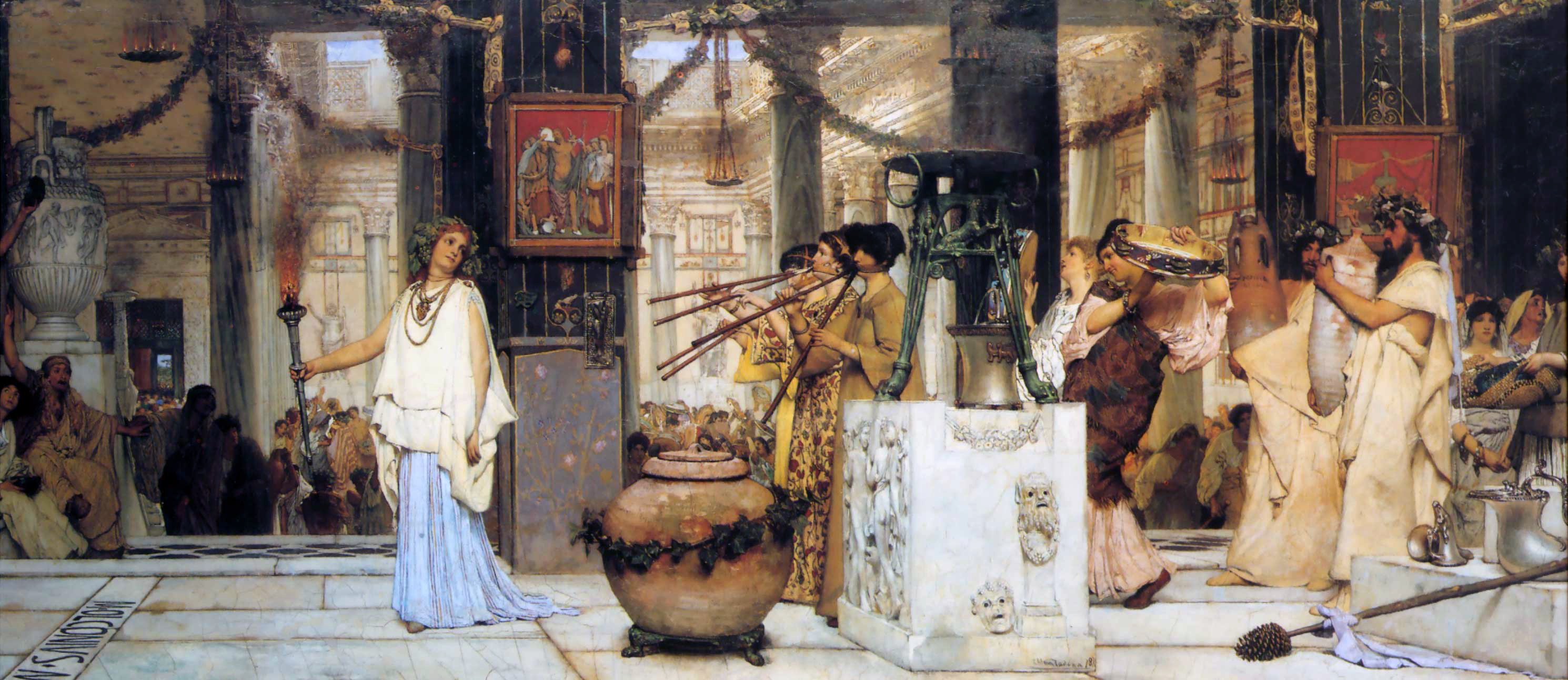
復古節
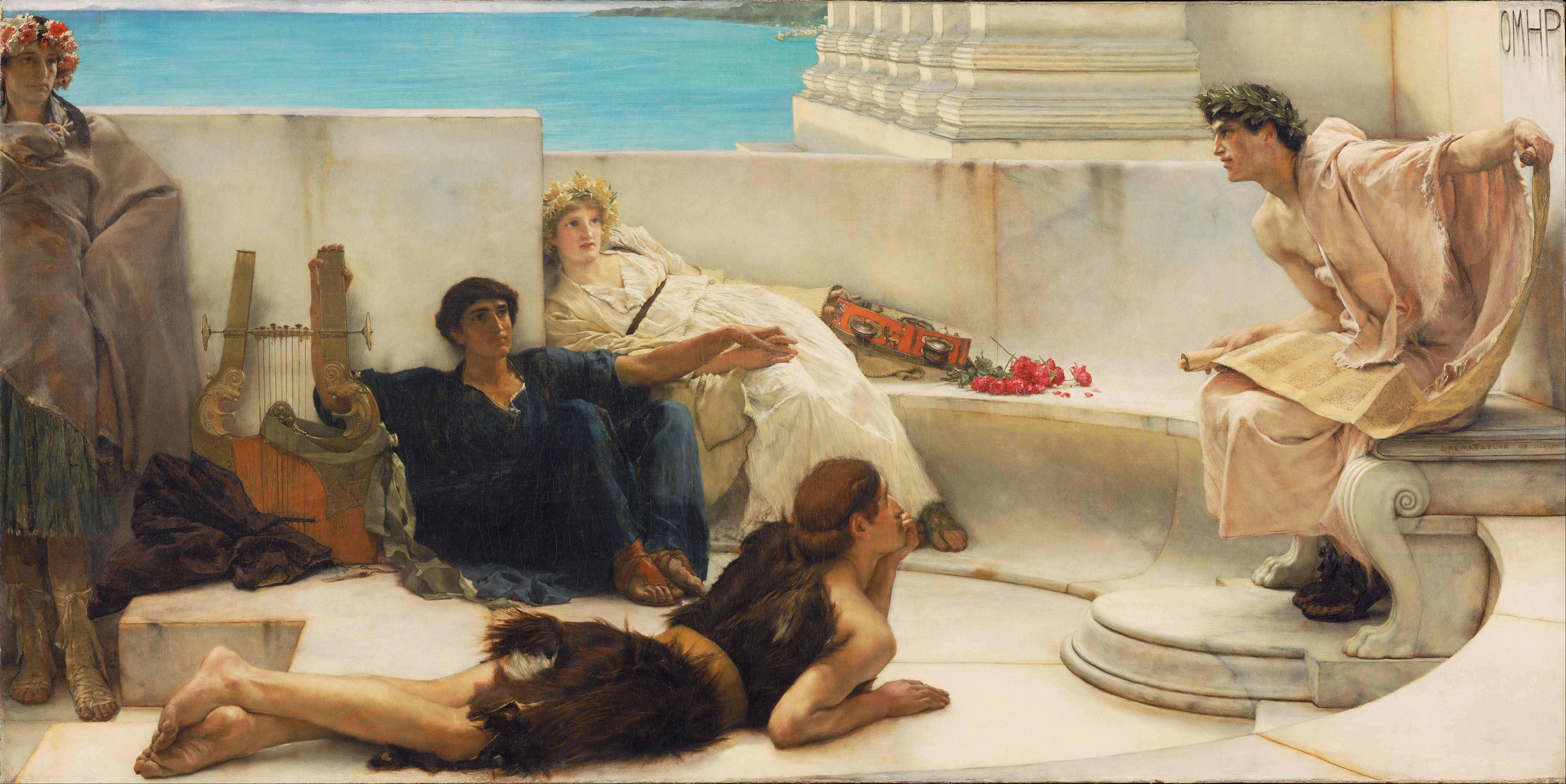
阅读荷马作品
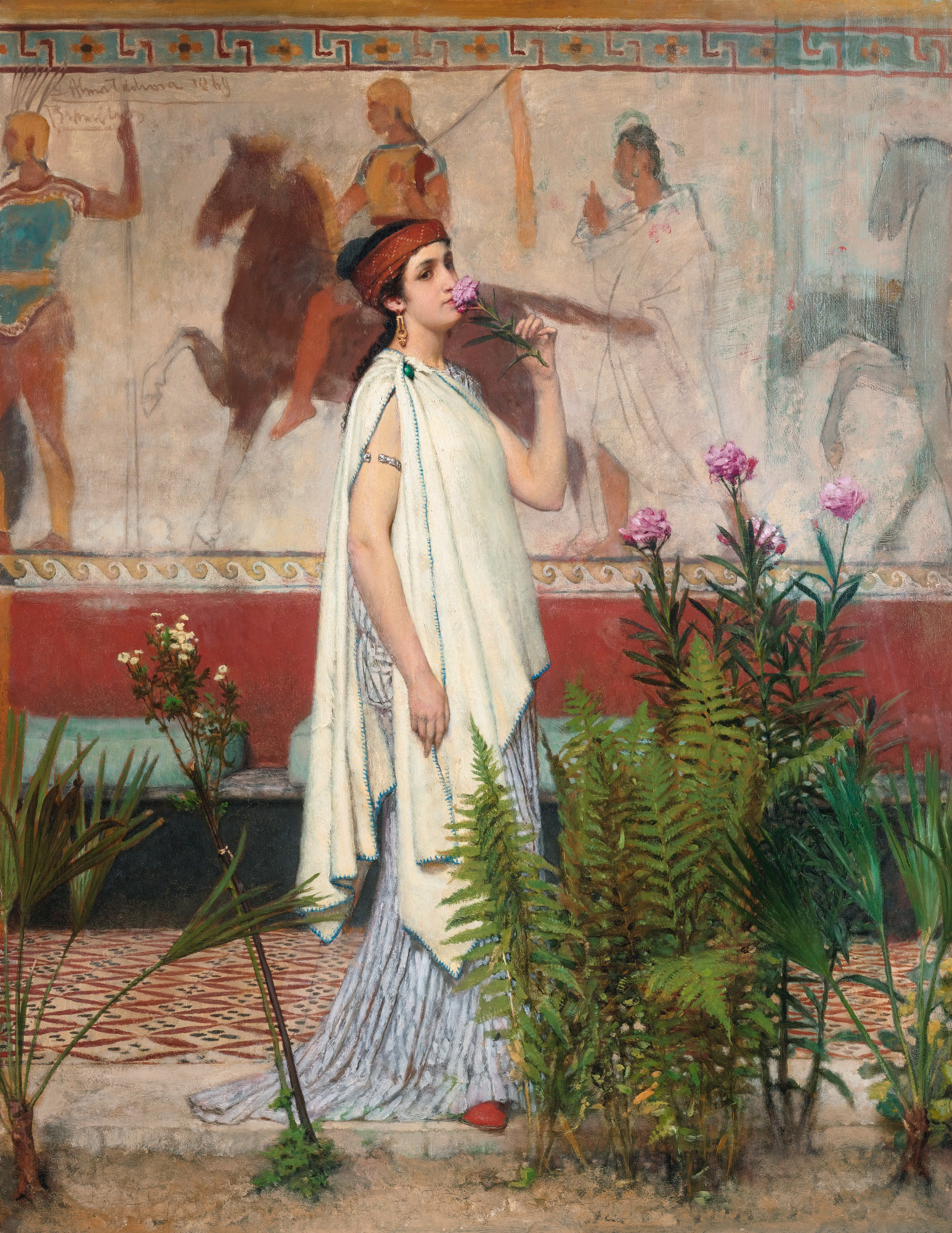
希腊女人
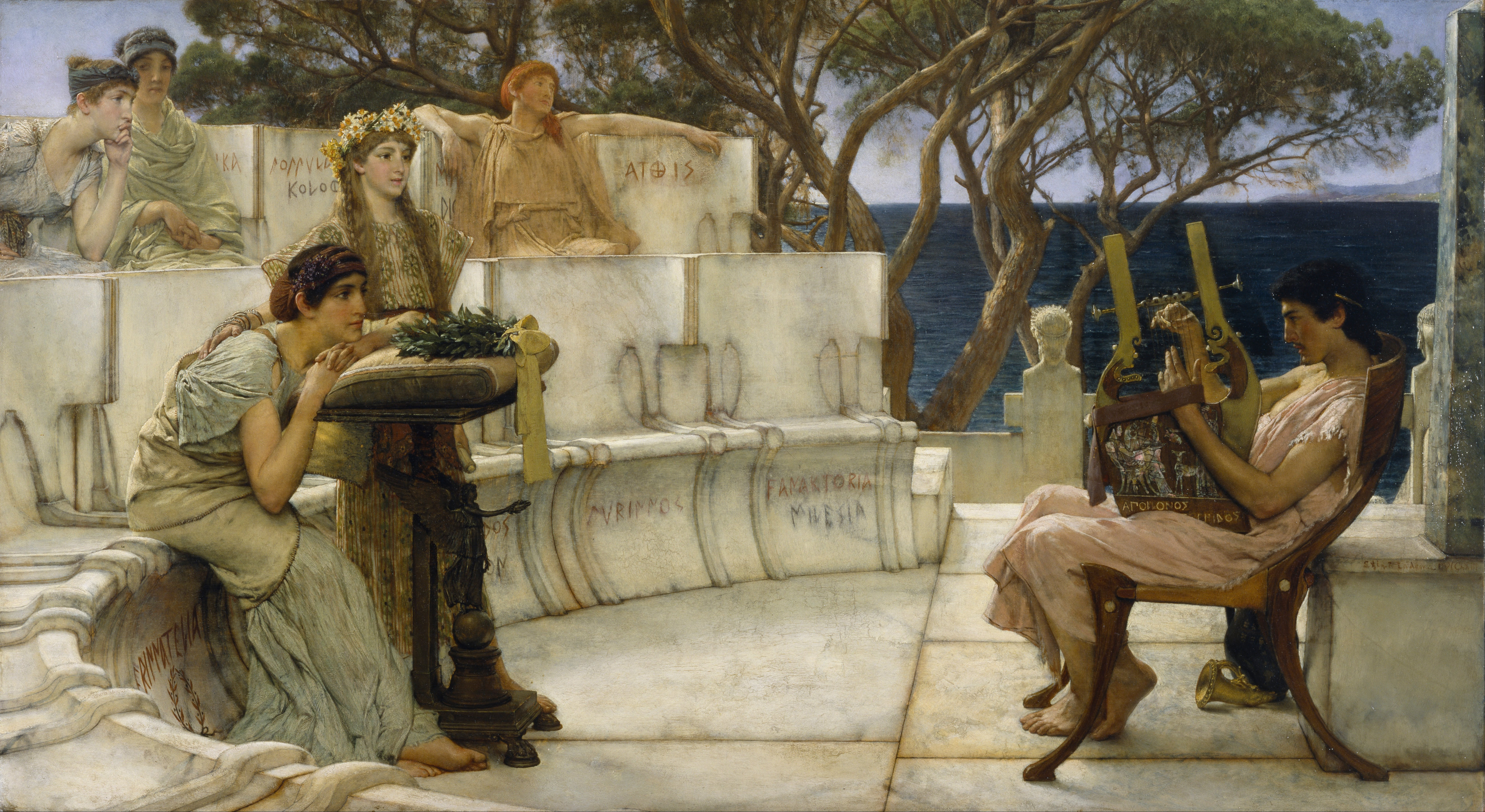
薩福與阿爾卡埃烏斯

### 古罗马

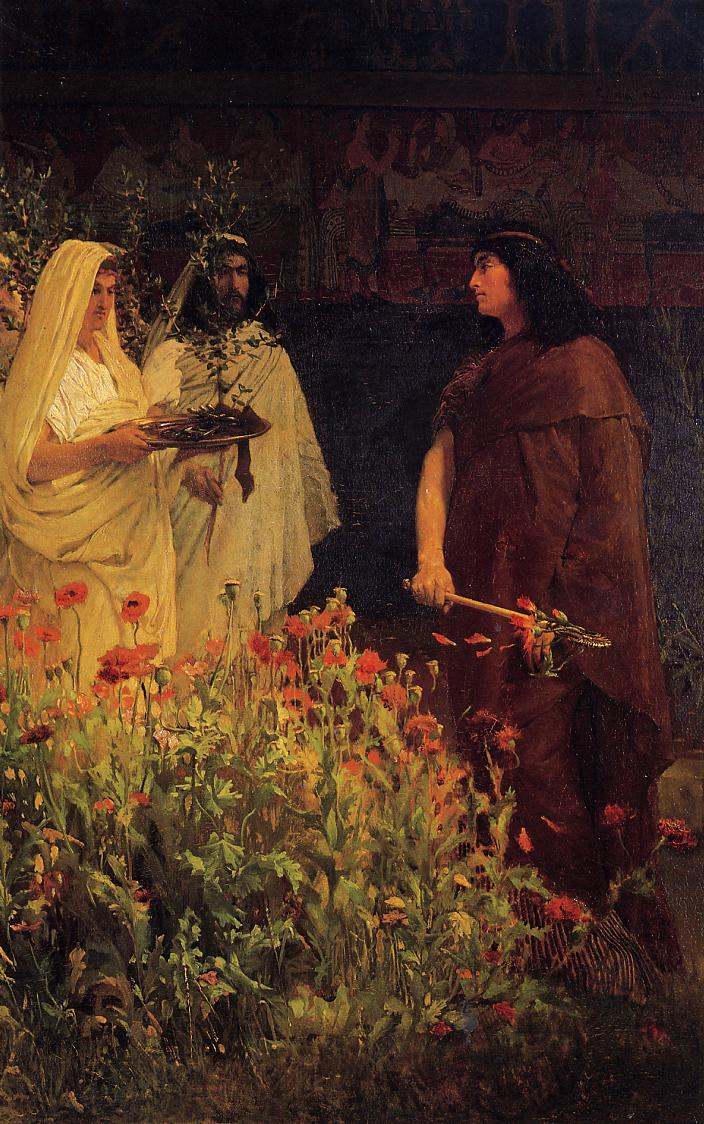
卢基乌斯·塔奎尼乌斯·苏培布斯
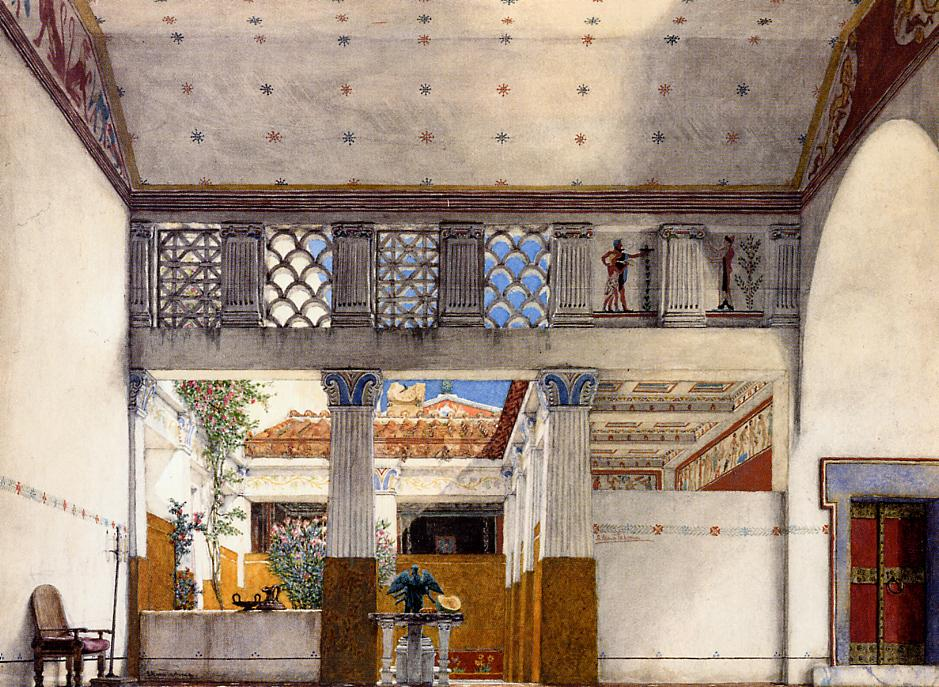
凱厄斯·馬蒂烏斯故居的內部
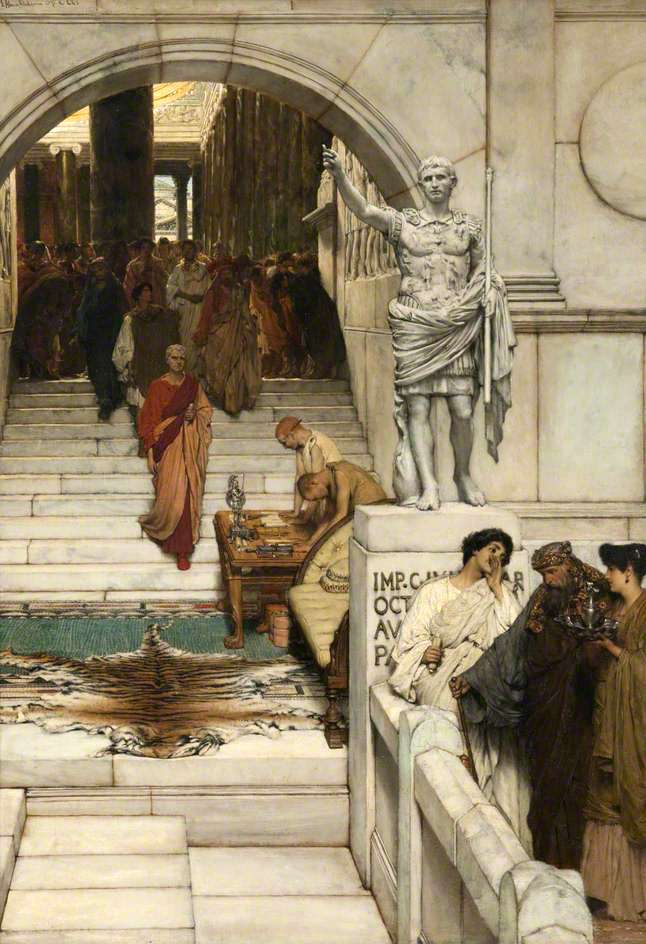
阿格里帕的觀眾
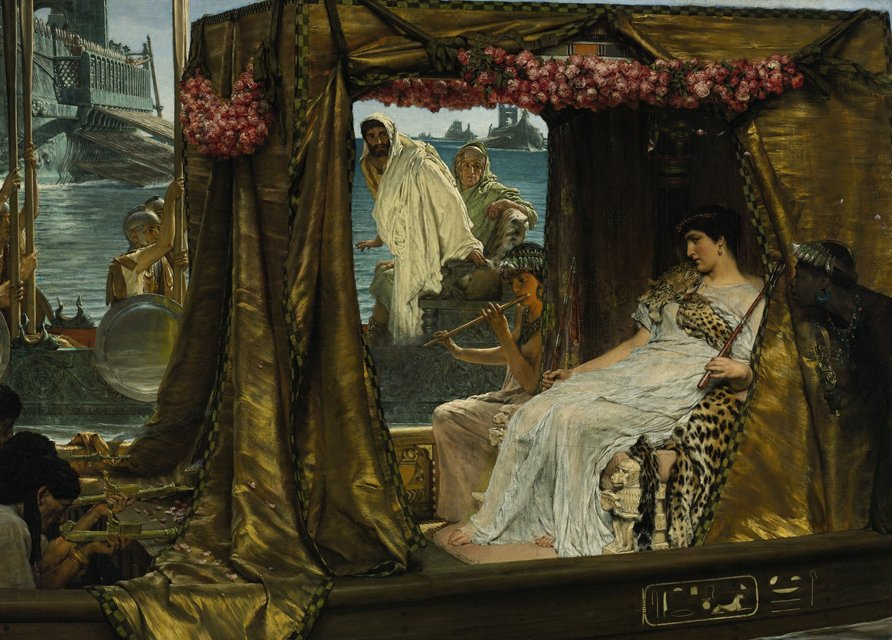
安東尼和克娄巴特拉
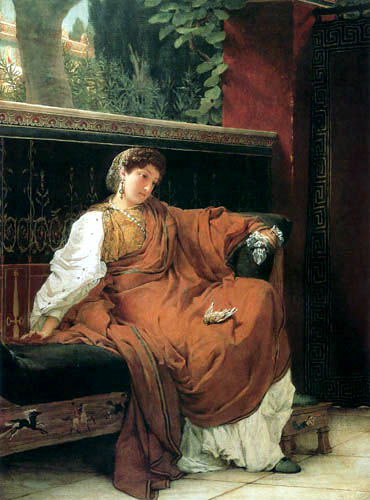
萊斯比亞和麻雀
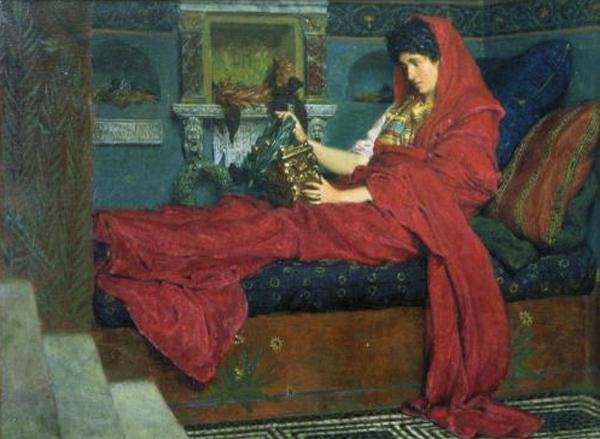
阿格里皮娜與日耳曼尼庫斯的骨灰
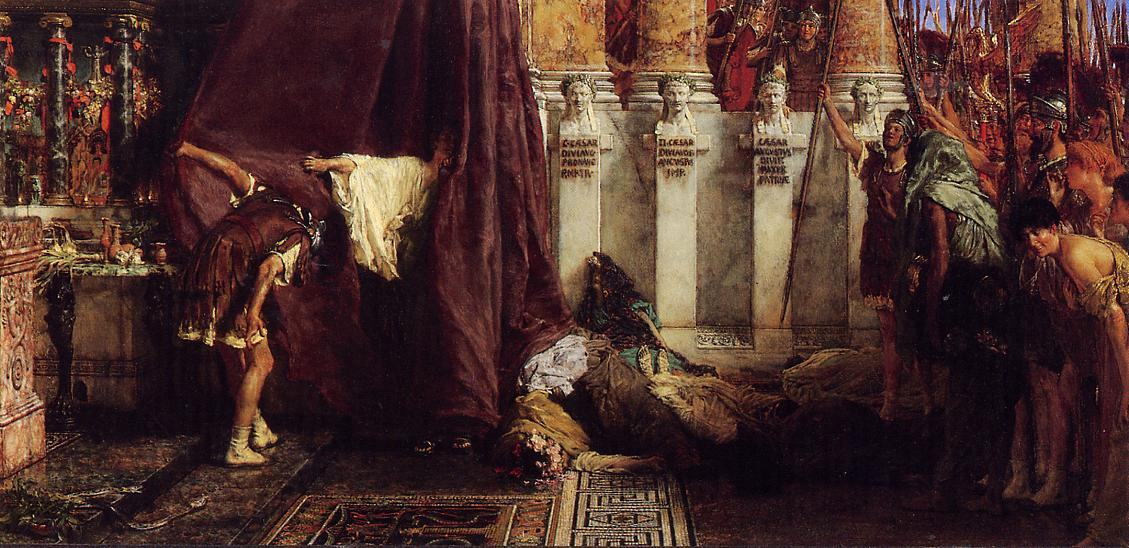
凱撒萬歲！是的，農神節！
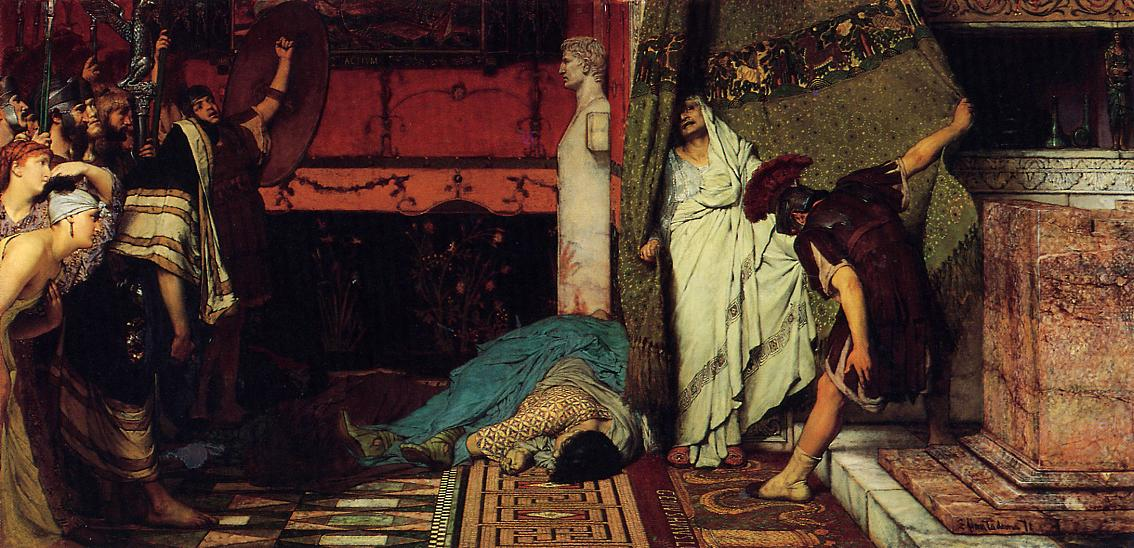
公元41年的羅馬皇帝
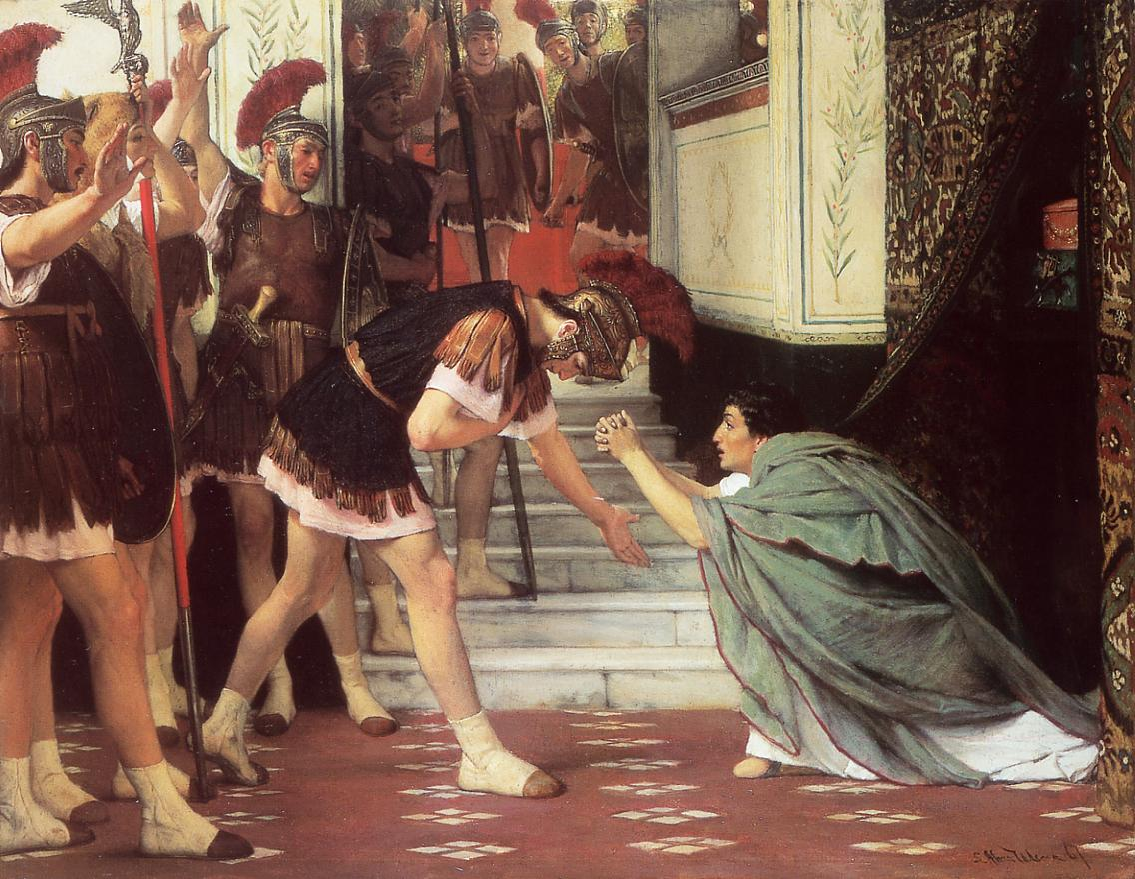
宣布克勞狄烏斯為皇帝
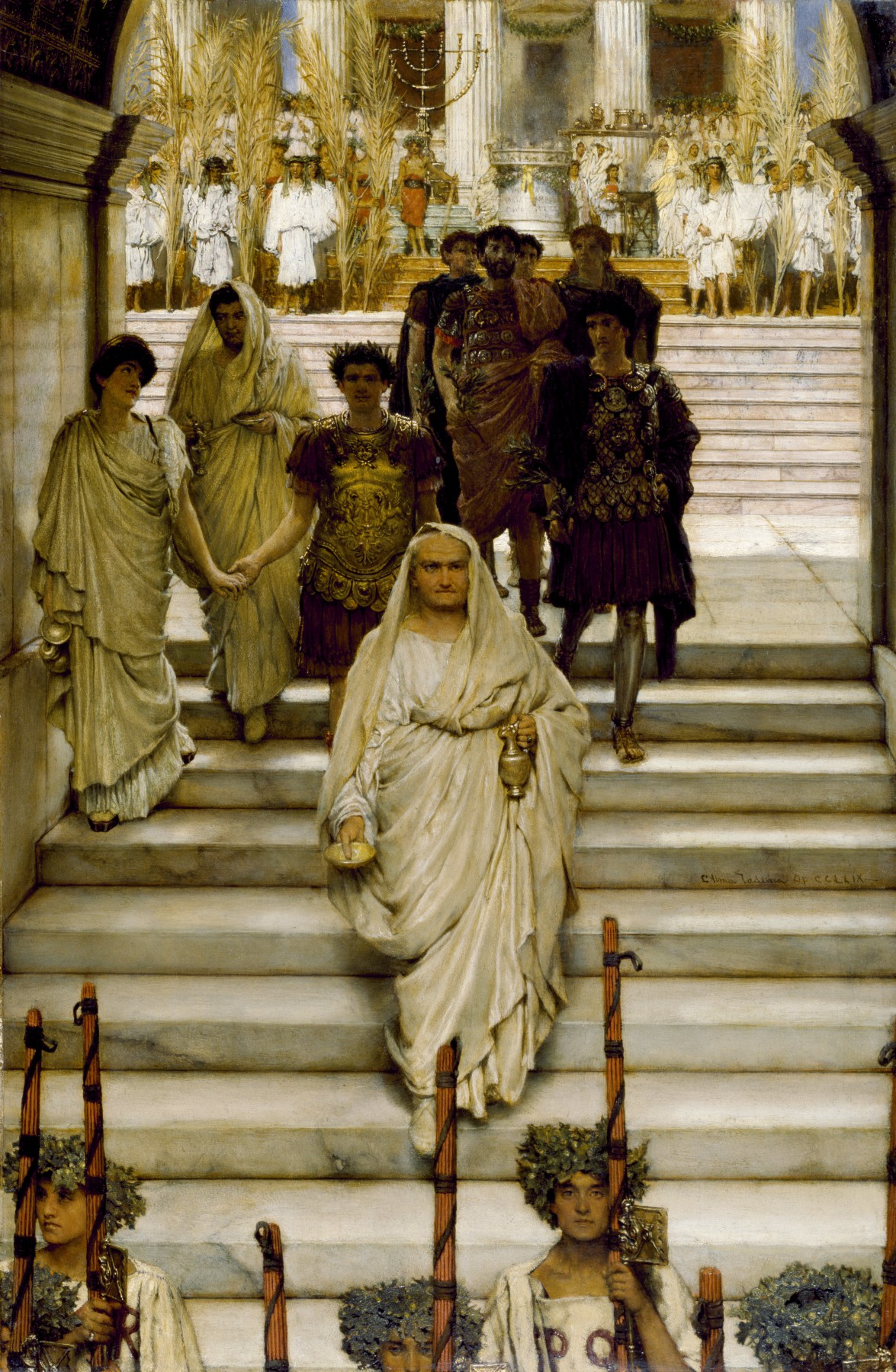
提图斯的凯旋
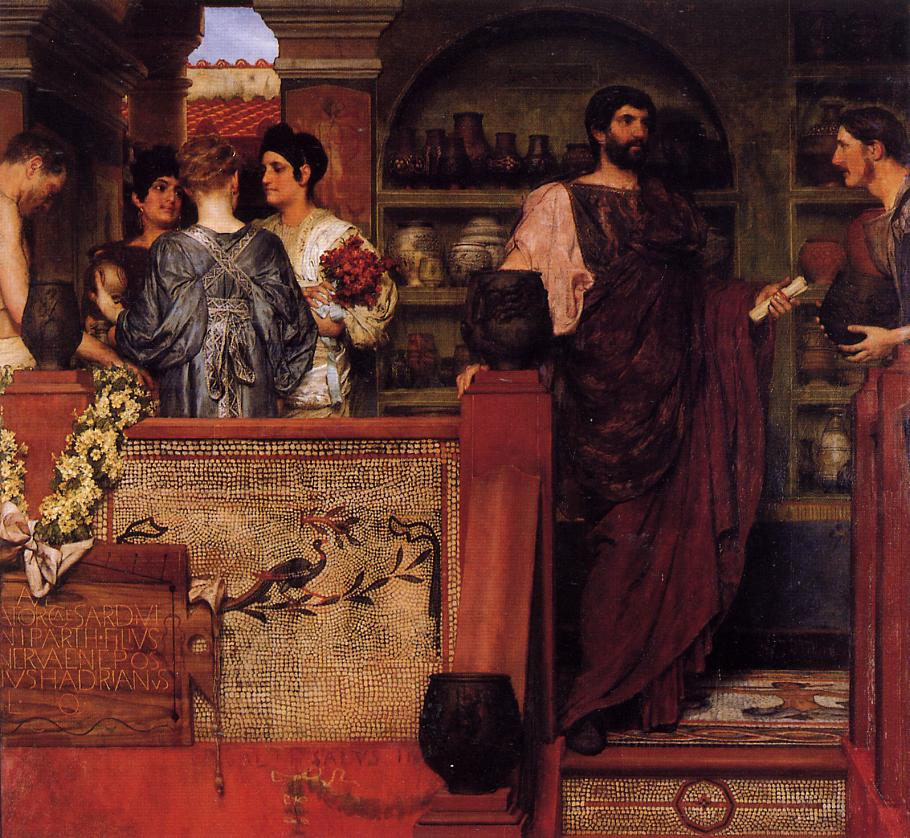
哈德良參觀羅馬不列颠制陶厂
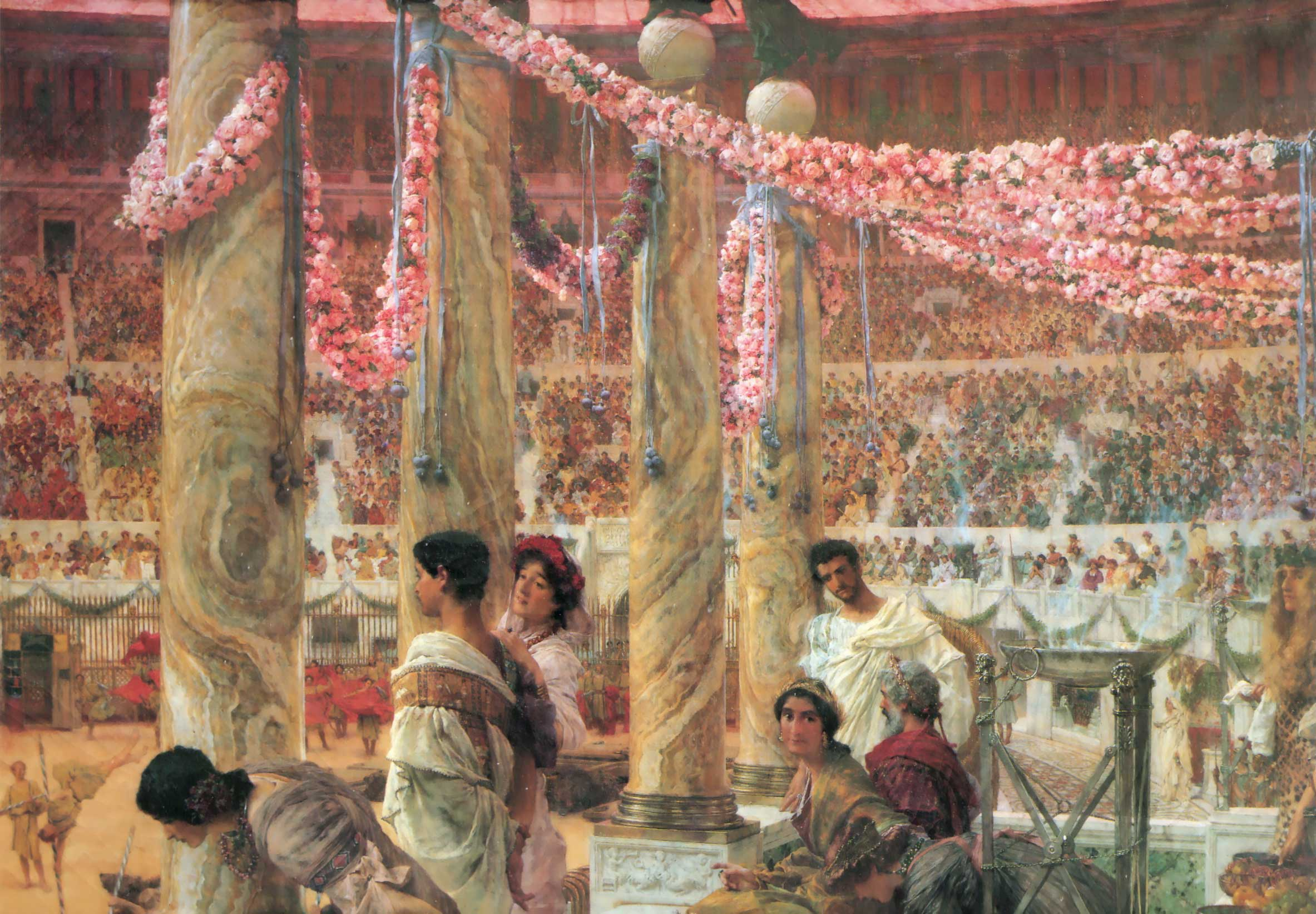
卡拉卡拉和蓋塔
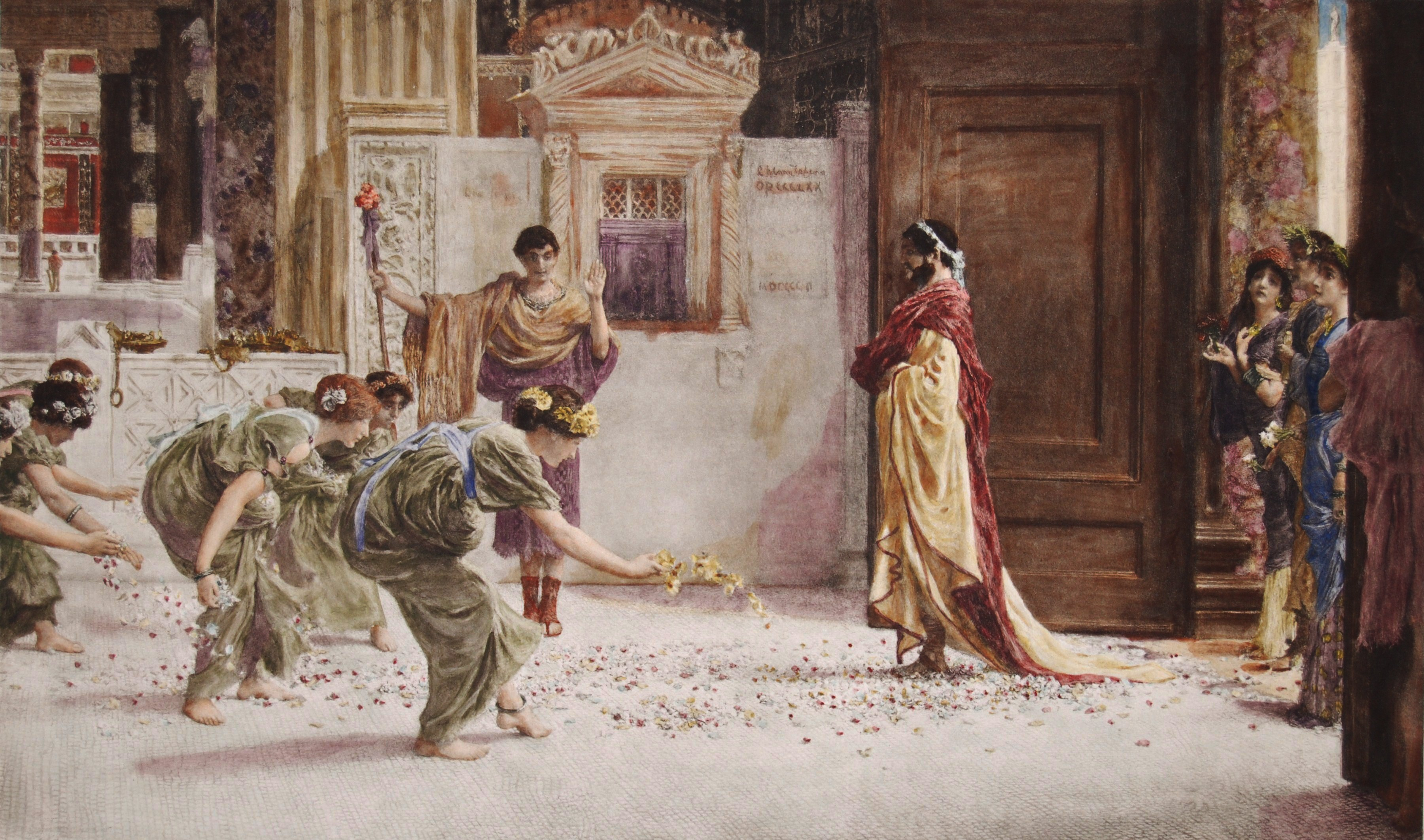
卡拉卡拉
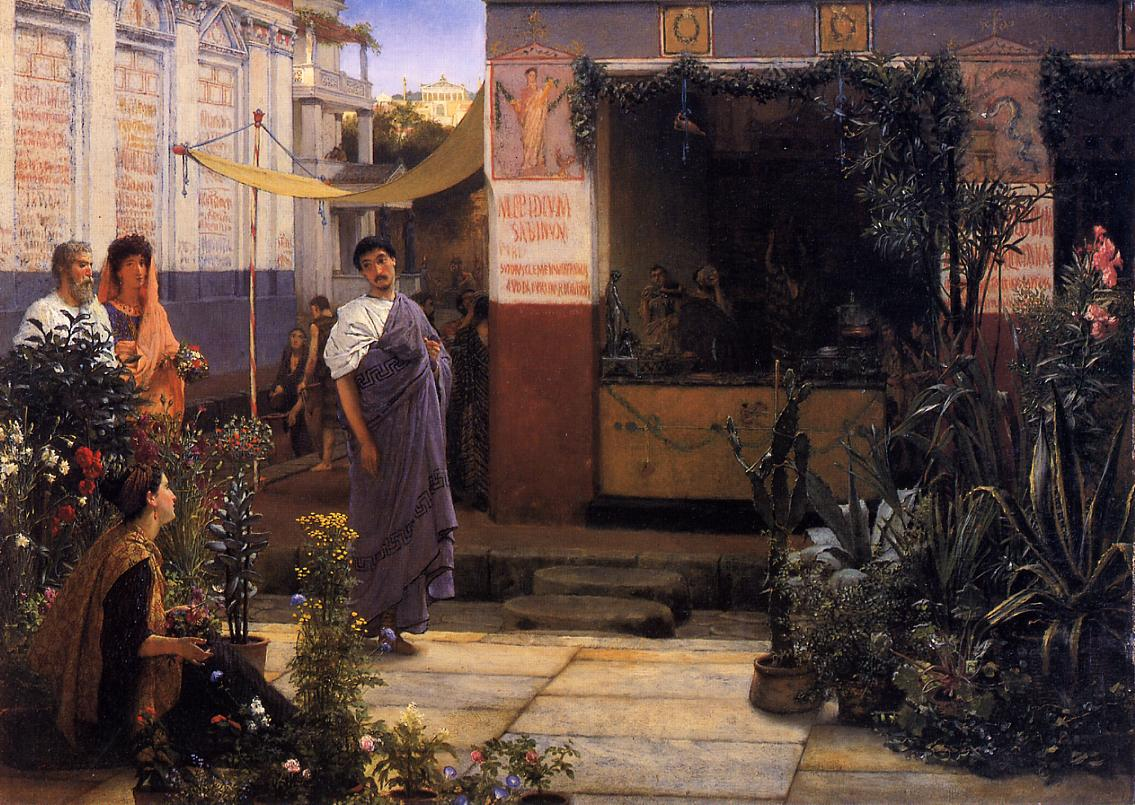
鲜花市场
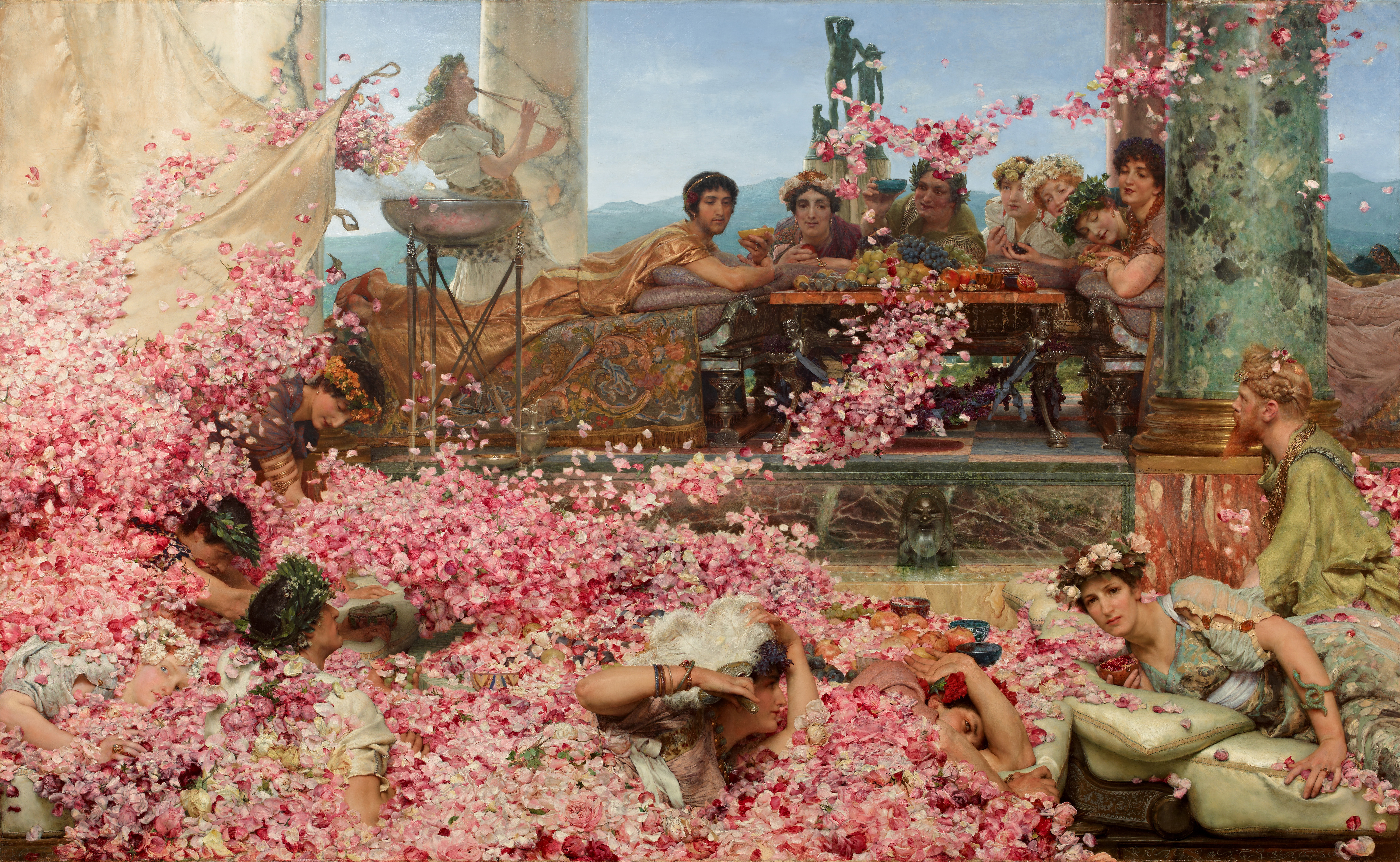
埃拉伽巴路斯的玫瑰
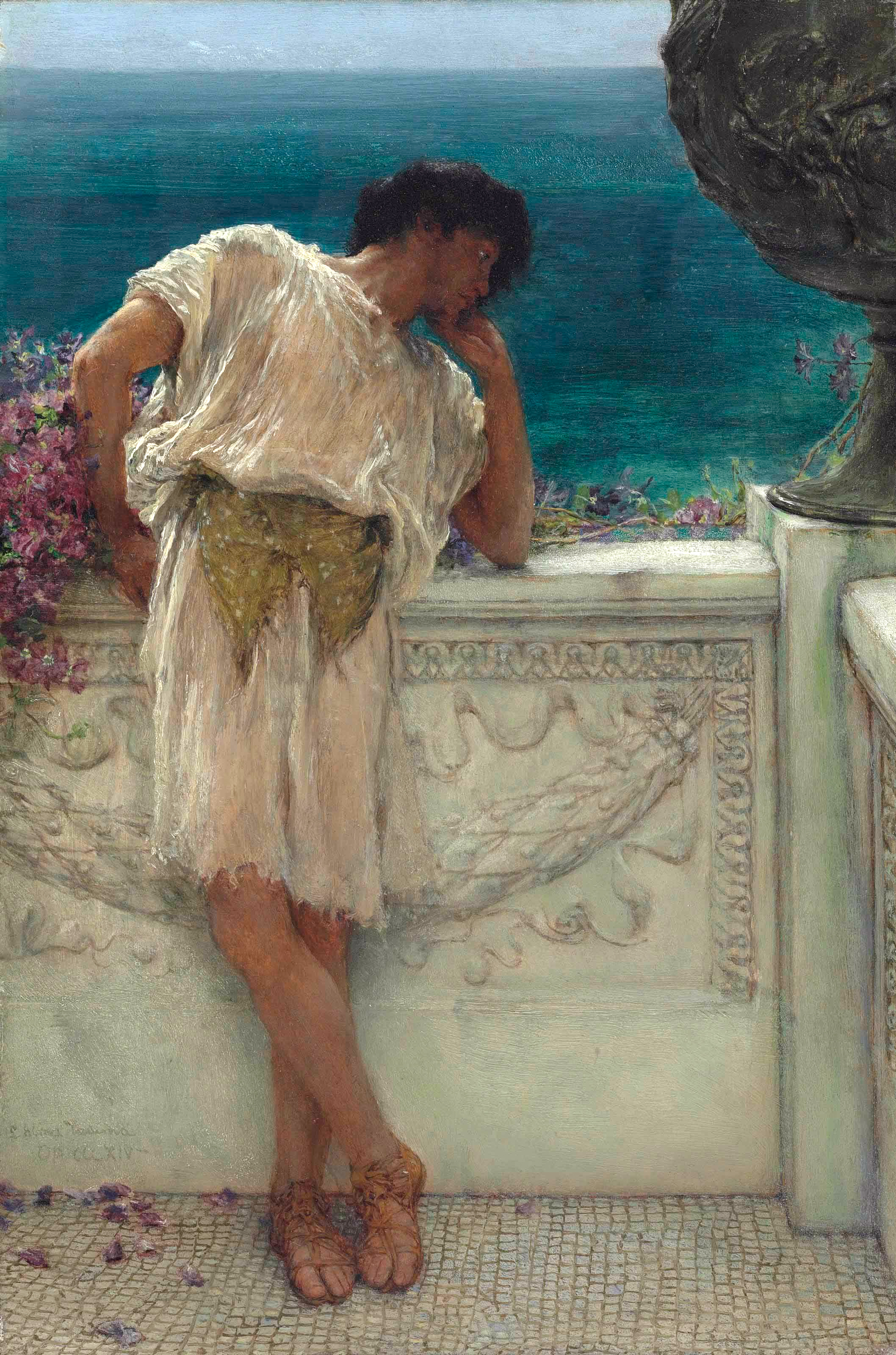
詩人加魯斯在做夢
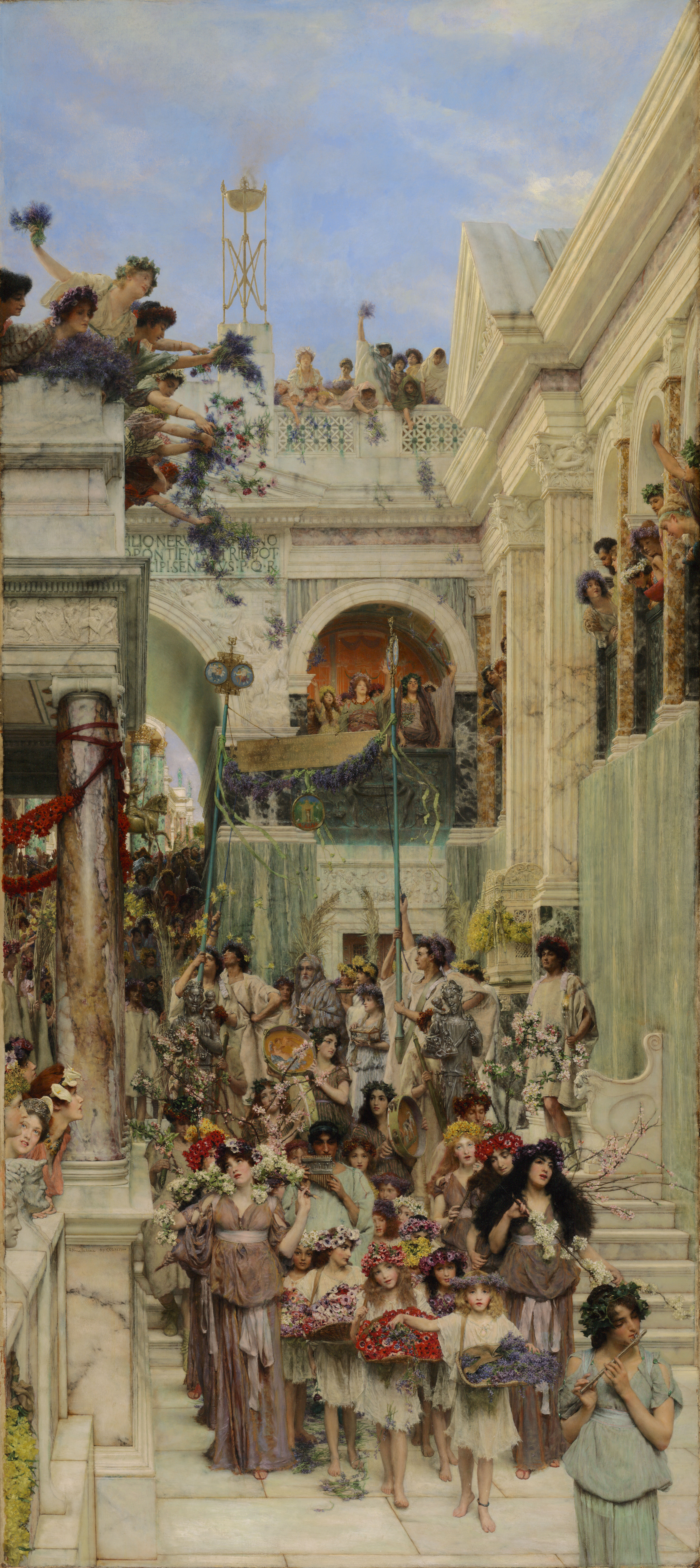
春

## 影响
阿爾瑪-塔德瑪為了作畫而進行了許多考古學研究，包括對羅馬建築的研究，都非常嚴謹徹底，在他的畫布上出現的每個羅馬建築都能符合以羅馬時代的工具和建築方法來建造。因此他的畫作還被一些好萊塢的導演們用作佈置場景的來源，以拍攝類似時代的電影。

## 延伸阅读
- Ash, Russell: Alma-Tadema, Shire Publications, Aylesbury, 1973, ISBN 978-0-85263-237-6
- Ash, Russell: Sir Lawrence Alma-Tadema, Pavilion Books, London, 1989, ISBN 978-1-85145-422-8; Harry N. Abrams Inc. New York, 1990, ISBN 0-8109-1898-6
- Barrow, Rosemary: Lawrence Alma-Tadema, Phaidon Press Inc, 2001, ISBN 0-7148-3918-3
- Calinski, Tobias: Catull in Bild und Ton – Untersuchungen zur Catull-Rezeption in Malerei und Komposition （页面存档备份，存于）, WBG, Darmstadt 2021
- Reitlinger, Gerald; The Economics of Taste, Vol I: The Rise and Fall of Picture Prices 1760–1960, Barrie and Rockliffe, London, 1961
- Swanson, Vern G : Alma-Tadema: The Painter of the Victorian Vision of the Ancient World, Ash & Grant, London, 1977, ISBN 978-0-904069-08-2; Charles Scribner's Sons, New York, 1977, ISBN 0-684-15304-1
- Swinglehurst, Edmund: Lawrence Alma-Tadema, Thunder Bay Press, Canada, 2001, ISBN 1-57145-269-9 (NOTE: the illustration of The Roses of Heliogabalus in this book is printed the wrong way round!)

## 外部連結
- 收藏大量阿爾瑪-塔德瑪畫作的畫廊 （页面存档备份，存于）
- Artcyclopedia: Painting Locations （页面存档备份，存于）